# Dean Evans
Dean Evans, född den 14 april 1967, är en australisk landhockeyspelare.
Han tog OS-silver i herrarnas landhockeyturnering i samband med de olympiska landhockeytävlingarna 1992 i Barcelona.